# Pitcairnia yaupi-bajaensis
Pitcairnia yaupi-bajaensis là một loài thực vật có hoa trong họ Bromeliaceae. Loài này được Rauh miêu tả khoa học đầu tiên năm 1983.